# Даровской район
Даровско́й район — административно-территориальная единица (район) и муниципальное образование (муниципальный район) на западе Кировской области России.
Административный центр — посёлок городского типа Даровской.

## География
Площадь — 3757 км². Основные реки — Кобра, Вонданка, Молома.

## История
Район образован постановлением ВЦИК РСФСР от 10 июня 1929 года в составе Котельнического округа Нижегородского края с центром в с. Даровском. В него вошли территории бывших Даровской, Рязановской, Шубенской, Петровской и Тороповской волостей Котельничского уезда. С 1934 г. район находился в составе Кировского края, а с 1936 г. — в Кировской области.
30 сентября 1958 г. к Даровскому району была присоединена часть территории упразднённого Черновского района , а 14 ноября 1959 г. — часть территории упразднённого Опаринского района .
18 декабря 1959 года из Даровского района Кировской области в Боговаровский район Костромской области был передан Луптюгский сельсовет.
С 1 января 2006 г. согласно закону Кировской области от 07.12.2004 № 284-ЗО на территории района образованы 6 муниципальных образований: 1 городское и 5 сельских поселений.

## Население
| 1939    | 1959    | 1970    | 1979    | 1989    | 2002    | 2009    | 2010    | 2011    |
| ------- | ------- | ------- | ------- | ------- | ------- | ------- | ------- | ------- |
| 42 420  | ↘34 623 | ↘25 993 | ↘21 256 | ↘18 811 | ↘14 990 | ↘12 312 | ↘11 829 | ↘11 731 |
| 2012    | 2013    | 2014    | 2015    | 2016    | 2017    | 2018    | 2019    | 2020    |
| ↘11 402 | ↘11 093 | ↘10 792 | ↘10 622 | ↘10 469 | ↘10 201 | ↘9954   | ↘9634   | ↘9360   |
| 2021    |         |         |         |         |         |         |         |         |
| ↘8643   |         |         |         |         |         |         |         |         |

## Административное устройство
В Даровском районе 112 населённых пунктов в составе 1 городского и 5 сельских поселений:
| № | Городское и сельские поселения     | Административный центр | Количество населённых пунктов | Население | Площадь, км2 |
| - | ---------------------------------- | ---------------------- | ----------------------------- | --------- | ------------ |
| 1 | Даровское городское поселение      | пгт Даровской          | 33                            | ↘6718     | 780,06       |
| 2 | Верховонданское сельское поселение | село Верховонданка     | 7                             | ↘347      | 544,00       |
| 3 | Вонданское сельское поселение      | село Вонданка          | 12                            | ↘191      | 362,00       |
| 4 | Кобрское сельское поселение        | село Кобра             | 29                            | ↘506      | 479,00       |
| 5 | Лузянское сельское поселение       | село Красное           | 20                            | ↘747      | 1318,00      |
| 6 | Пиксурское сельское поселение      | село Пиксур            | 11                            | ↘134      | 275,00       |

| №   | Населённый пункт    | Тип                         | Население | Муниципальное образование          |
| --- | ------------------- | --------------------------- | --------- | ---------------------------------- |
| 1   | Александровское     | село                        | 151       | Верховонданское сельское поселение |
| 2   | Алешонки            | деревня                     | 1         | Кобрское сельское поселение        |
| 3   | Антошонки           | деревня                     | 2         | Пиксурское сельское поселение      |
| 4   | Арсеменки           | деревня                     | 2         | Пиксурское сельское поселение      |
| 5   | Бараки              | деревня                     | 0         | Верховонданское сельское поселение |
| 6   | Башары              | деревня                     | 0         | Верховонданское сельское поселение |
| 7   | Белеенки            | деревня                     | ↘35       | Даровское городское поселение      |
| 8   | Бересневы           | деревня                     | 18        | Кобрское сельское поселение        |
| 9   | Бересневы-Федоровцы | деревня                     | 2         | Пиксурское сельское поселение      |
| 10  | Береснята           | деревня                     | 0         | Кобрское сельское поселение        |
| 11  | Бечева              | посёлок                     | 96        | Кобрское сельское поселение        |
| 12  | Блохичи             | деревня                     | ↘9        | Даровское городское поселение      |
| 13  | Бобровы             | деревня                     | 221       | Даровское городское поселение      |
| 14  | Большая Верховская  | деревня                     | 43        | Лузянское сельское поселение       |
| 15  | Большая Горка       | деревня                     | 9         | Вонданское сельское поселение      |
| 16  | Большая Лукинская   | деревня                     | 71        | Лузянское сельское поселение       |
| 17  | Большие Семейкины   | деревня                     | 0         | Даровское городское поселение      |
| 18  | Боровская           | деревня                     | 12        | Лузянское сельское поселение       |
| 19  | Бороздины           | деревня                     | 0         | Кобрское сельское поселение        |
| 20  | Бурденок            | посёлок                     | 31        | Кобрское сельское поселение        |
| 21  | Бызиха              | деревня                     | ↘0        | Даровское городское поселение      |
| 22  | Вавиловы            | деревня                     | ↘3        | Даровское городское поселение      |
| 23  | Варзичи             | деревня                     | ↘0        | Даровское городское поселение      |
| 24  | Верхняя Бобровщина  | деревня                     | ↘0        | Даровское городское поселение      |
| 25  | Верховонданка       | село                        | 455       | Верховонданское сельское поселение |
| 26  | Верхопруды          | деревня                     | ↘0        | Даровское городское поселение      |
| 27  | Вонданка            | село                        | 328       | Вонданское сельское поселение      |
| 28  | Гребенята           | деревня                     | ↘0        | Даровское городское поселение      |
| 29  | Греметок            | деревня                     | 1         | Кобрское сельское поселение        |
| 30  | Гремячевская        | деревня                     | 0         | Лузянское сельское поселение       |
| 31  | Громазы             | деревня                     | 8         | Даровское городское поселение      |
| 32  | Гурята              | деревня                     | 0         | Вонданское сельское поселение      |
| 33  | Даровской           | пгт, административный центр | ↘6126     | Даровское городское поселение      |
| 34  | Дранишниковы        | деревня                     | 0         | Кобрское сельское поселение        |
| 35  | Езевская            | деревня                     | 14        | Лузянское сельское поселение       |
| 36  | Ердяки              | деревня                     | 11        | Верховонданское сельское поселение |
| 37  | Ефремовцы           | деревня                     | 0         | Пиксурское сельское поселение      |
| 38  | Жениховы            | деревня                     | 0         | Вонданское сельское поселение      |
| 39  | Заметалово-2        | деревня                     | 0         | Лузянское сельское поселение       |
| 40  | Запольская          | деревня                     | 10        | Лузянское сельское поселение       |
| 41  | Знаменка            | посёлок                     | 31        | Кобрское сельское поселение        |
| 42  | Ивановка            | посёлок                     | 214       | Кобрское сельское поселение        |
| 43  | Исаковцы            | деревня                     | 0         | Кобрское сельское поселение        |
| 44  | Карино              | деревня                     | 3         | Кобрское сельское поселение        |
| 45  | Климаны             | деревня                     | 1         | Верховонданское сельское поселение |
| 46  | Кобра               | село                        | 481       | Кобрское сельское поселение        |
| 47  | Ковины              | деревня                     | 0         | Кобрское сельское поселение        |
| 48  | Кокоровщина         | деревня                     | ↘7        | Даровское городское поселение      |
| 49  | Колосницыны         | деревня                     | 0         | Пиксурское сельское поселение      |
| 50  | Коноваловы          | деревня                     | 63        | Вонданское сельское поселение      |
| 51  | Коноплевщина        | деревня                     | ↘0        | Даровское городское поселение      |
| 52  | Котельниковы        | деревня                     | 8         | Кобрское сельское поселение        |
| 53  | Красное             | село                        | 552       | Лузянское сельское поселение       |
| 54  | Краснопольская      | деревня                     | 0         | Лузянское сельское поселение       |
| 55  | Крестовская         | деревня                     | 5         | Лузянское сельское поселение       |
| 56  | Кривецкая           | деревня                     | 212       | Лузянское сельское поселение       |
| 57  | Куимовщина          | деревня                     | ↘0        | Даровское городское поселение      |
| 58  | Кулак               | деревня                     | ↗78       | Даровское городское поселение      |
| 59  | Курень              | деревня                     | 17        | Кобрское сельское поселение        |
| 60  | Левины              | деревня                     | 0         | Кобрское сельское поселение        |
| 61  | Малая Лукинская     | деревня                     | 3         | Лузянское сельское поселение       |
| 62  | Малиненки           | деревня                     | 4         | Кобрское сельское поселение        |
| 63  | Малиновка           | деревня                     | 0         | Даровское городское поселение      |
| 64  | Мареницы            | деревня                     | ↘4        | Даровское городское поселение      |
| 65  | Масловы             | деревня                     | 4         | Вонданское сельское поселение      |
| 66  | Мачехонская         | деревня                     | 36        | Лузянское сельское поселение       |
| 67  | Морозовская         | деревня                     | 0         | Лузянское сельское поселение       |
| 68  | Мухачи              | деревня                     | 13        | Верховонданское сельское поселение |
| 69  | Недозориха          | деревня                     | 1         | Даровское городское поселение      |
| 70  | Никуличи            | деревня                     | ↘0        | Даровское городское поселение      |
| 71  | Ожеговы             | деревня                     | 1         | Кобрское сельское поселение        |
| 72  | Ожеговы             | деревня                     | 0         | Пиксурское сельское поселение      |
| 73  | Окатьево            | село                        | 93        | Кобрское сельское поселение        |
| 74  | Ореховы             | деревня                     | 0         | Кобрское сельское поселение        |
| 75  | Остальцы            | деревня                     | 0         | Кобрское сельское поселение        |
| 76  | Первые Бобровы      | деревня                     | 258       | Даровское городское поселение      |
| 77  | Перетягины          | деревня                     | 11        | Кобрское сельское поселение        |
| 78  | Перминовы           | деревня                     | 0         | Вонданское сельское поселение      |
| 79  | Пиксур              | село                        | 210       | Пиксурское сельское поселение      |
| 80  | Подоханы            | деревня                     | 12        | Даровское городское поселение      |
| 81  | Подугоряна          | деревня                     | 0         | Кобрское сельское поселение        |
| 82  | Поляковы            | деревня                     | 0         | Кобрское сельское поселение        |
| 83  | Поцелуевщина        | деревня                     | ↘0        | Даровское городское поселение      |
| 84  | Ральниковы          | деревня                     | 6         | Кобрское сельское поселение        |
| 85  | Роза                | деревня                     | 0         | Кобрское сельское поселение        |
| 86  | Рыковы              | деревня                     | ↘0        | Даровское городское поселение      |
| 87  | Савята              | деревня                     | 40        | Вонданское сельское поселение      |
| 88  | Соколовы            | деревня                     | 1         | Вонданское сельское поселение      |
| 89  | Столбовы            | деревня                     | 64        | Пиксурское сельское поселение      |
| 90  | Суборь              | посёлок                     | 319       | Лузянское сельское поселение       |
| 91  | Суеваловы           | деревня                     | 2         | Даровское городское поселение      |
| 92  | Татарщина           | деревня                     | ↘58       | Даровское городское поселение      |
| 93  | Тельнята            | деревня                     | 26        | Вонданское сельское поселение      |
| 94  | Торопово            | село                        | ↘23       | Даровское городское поселение      |
| 95  | Уползинская         | деревня                     | 1         | Лузянское сельское поселение       |
| 96  | Фигуренки           | деревня                     | ↘0        | Даровское городское поселение      |
| 97  | Филиха              | деревня                     | ↘1        | Даровское городское поселение      |
| 98  | Хвойская            | деревня                     | 15        | Лузянское сельское поселение       |
| 99  | Холманские          | деревня                     | 5         | Кобрское сельское поселение        |
| 100 | Хоробрята           | деревня                     | 0         | Кобрское сельское поселение        |
| 101 | Хохловщина          | деревня                     | ↗195      | Даровское городское поселение      |
| 102 | Черепановы          | деревня                     | 2         | Вонданское сельское поселение      |
| 103 | Чернорецкий         | посёлок                     | 0         | Лузянское сельское поселение       |
| 104 | Чикулаи             | деревня                     | ↘10       | Даровское городское поселение      |
| 105 | Шапково             | деревня                     | ↘8        | Даровское городское поселение      |
| 106 | Швечата             | деревня                     | 0         | Вонданское сельское поселение      |
| 107 | Ширкуны             | деревня                     | ↘5        | Даровское городское поселение      |
| 108 | Широкородская       | деревня                     | 13        | Лузянское сельское поселение       |
| 109 | Шмаковы             | деревня                     | 1         | Пиксурское сельское поселение      |
| 110 | Шубенская           | деревня                     | 47        | Лузянское сельское поселение       |
| 111 | Юркины              | деревня                     | 7         | Пиксурское сельское поселение      |
| 112 | Ягановы             | деревня                     | 0         | Пиксурское сельское поселение      |

## Председатели райисполкома
С 1929 по 1991 годы в райисполкоме председательствовали:
| Ф. И. О.                                         | Время замещения должности                         |
| ------------------------------------------------ | ------------------------------------------------- |
| Березин Пётр Акимович                            | июль 1929 — март 1933                             |
| Яровов Алексей Михайлович                        |                                                   |
| Тюфяков Фёдор Григорьевич                        | март 1935 — декабрь 1937                          |
| Садырин Михаил Маркович                          | январь 1938 — май 1943                            |
| Кошкарёв Александр Павлович                      | июнь 1943 — сентябрь 1944                         |
| Смирнов Александр Николаевич — партийный деятель | сентябрь 1944 — декабрь 1947                      |
| Данилов Серафим Степанович                       | январь 1948 — январь 1950                         |
| Сырнев Олег Петрович                             | сентябрь 1950 — сентябрь 1954                     |
| Козлов Михаил Тимофеевич                         | январь 1955 — июль 1956                           |
| Зорин Григорий Семёнович                         | июль 1956 — март 1959                             |
| Воронцов Григорий Дмитриевич                     | март 1959 — декабрь 1962, январь 1965 — март 1967 |
| Бабинцев Василий Иванович                        | март 1967 — февраль 1968                          |
| Ершов Александр Фёдорович                        | февраль 1968 — июнь 1970                          |
| Подволоцкий Иван Иванович                        | июнь 1970 — октябрь 1973                          |
| Глазырин Владимир Павлович                       | октябрь 1973 — август 1976                        |
| Шушканов Рудольф Васильевич                      | август 1976 — июнь 1979                           |
| Майсейчик Виктор Петрович                        | июнь 1979 — август 1981                           |
| Мошкин Виталий Фёдорович                         | август 1981 — ноябрь 1983                         |
| Смердов Владимир Петрович                        | ноябрь 1983 — март 1987                           |
| Пупышев Николай Николаевич                       | март 1987 — декабрь 1991                          |

## Образование
Учреждения дополнительного образования детей:
1. Детская школа искусств пгт Даровского;
2. Детско-юношеская спортивная школа пгт Даровского;
3. Дом детского творчества пгт Даровского.

Учреждения основного общего образования:
1. СОШ пгт Даровского;
2. СОШ с. Красного;
3. ООШ с. Верховонданки;
4. ООШ с. Вонданки;
5. ООШ с. Кобры;
6. ООШ д. Первые Бобровы;
7. Заборская ООШ;
8. НОШ с. Ивановки.

Дошкольные учреждения:
1. ДОУ № 1 пгт Даровского;
2. ДОУ № 2 пгт Даровского;
3. ДОУ № 3 пгт Даровского;
4. ДОУ № 4 пгт Даровского;
5. ДОУ с. Верховонданки;
6. ДОУ д. Первые Бобровы;
7. ДОУ с. Красного.

Коррекционная школа-интернат (пгт. Даровской).